# Pripoare, Vâlcea
Pripoare este un sat în comuna Perișani din județul Vâlcea, Muntenia, România. În acestă zonă se presupune că au avut loc în anul 1330 luptele din Bătălia de la Posada. În anul 2005 a fost ridicat aici un monument închinat faptelor de vitejie petrecute cu 675 de ani în urmă.
Numele provine din termenul de „ pripor”, care înseamnǎ în loc „abrupt, înalt”[1]. De altfel, denumirea se potrivește cu aspectul geografic al zonei, acesta fiind situat în defileul Pripoare din comuna Perișani, o zonǎ cu o vale adâncǎ, mǎrginitǎ de pereți înalți si abrupți. Este amintit într-un document din timpul lui Petru-cel-Tânǎr, menționat în cazul satelor Baiașu și Poiana în 1567 : „ Și iar a cumparat Stoica cu frații sǎi de la Vlasie din Poiana un ogor la Pripoare de trei fǎlci, pentru 200 aspri”[2].
Bătălia de la Posada
Fiind o zonă de graniță ce era traversată de drumurile ce făceau legătura între Transilvania și Țara Românească, Țara Loviștei intră în atenția regalității maghiare. Interesul coroanei maghiare față de zonele extracarpatice, în perioada secolelor XII-XIII, trebuie pus în contextul dintre confruntarea maghiarilor cu Imperiul Bizantin și apoi, cu Imperiul vlaho-bulgar al Asǎneștilor[1]. Sub egida Papei, regii maghiari din dinastia Arpadianǎ vor încerca sǎ se extindă dincolo de Carpați pânǎ în zona Dunării, fie prin stăpânire directă sau prin unele formațiuni politice vasale. Această extindere va fi stopată doar de năvălirea tătară din 1241 și stingerea dinastiei arpadiene. 
Pe lângă aceste puteri dunărene și regatul maghiar, în această perioadă intervin și cumanii, așezați în zona extracarpatică. Aceștia vor participa inițial la luptele pentru putere între Imperiul Bizantin și Imperiul Asăneștilor. Cumanii îi vor ajuta frecvent pe vlahi și bulgari în luptele cu Imperiul Bizantin și, mai apoi, cu Imperiul Latin de Răsărit[2].
Pentru a se apăra de cumani, sprijinit de papalitate și Ordinul Teutonic din Țara Bârsei, regatul maghiar declanșează în 1211 o ofensivă împotriva cumanilor prin expediții, construcția de fortificații și creștinare[3]. 
Tot în anul 1211, este menționată o expediție militară împotriva Vidinului, sub conducerea comitelui Ioachim de Sibiu, al cărui traseu posibil era vechiul drum al Oltului, prin Loviște[4].
Un fapt important este că din această oaste făceau parte sași, români, secui și pecenegi, care dovedește integrarea diferiților locuitori ai sudului Transilvaniei în organizarea militară a regatului maghiar.
Un alt eveniment important, care va duce la modificarea raportului de forțe din zonă, este marea invazie mongolă, între 1241-1242. Una din căile de pătrundere a acestora se consideră ca ar fi fost și Valea Oltului, prin Pasul Turnu Rosu, spre Sibiu, după ce ar fi înfrânt un corp de oaste sub conducerea lui Mișelav, identificat cu Seneslav[5].
Referitor la acest nume, în urma cercetărilor din 2 august 2010, făcute de o echipă de specialiști ai Universității din Craiova, sub egida Cultului Eroilor din Râmnicu Vâlcea și cu sprijinul Primăriei Comunei Perișani, la Titești  (mai precis, în satul Cucoi) s-a identificat o inscripție în limba slavonă. Aceasta inscripție a fost considerată de către unii participanți că ar conține numele lui Mișelav. Acest lucru a fost preluat de către presa locală, declanșându---se o adevărată polemică. Ulterior s-a constatat că aceasta ar fi de fapt o piatră funerară, din secolul XVII-XVIII, inscripția acesteia fiind publicată de către slavistul Constantin Bălan cu câțiva ani inainte[6].
Începând cu secolul XIII, apar primele formațiuni politice atestate documentar, la sud de Carpați. Potrivit Diplomei Cavalerilor Ioaniți din anul 1247, Țara Loviștei ar fi fost sub autoritatea voievodatului lui Seneslau, care cuprindea teritoriile din stânga Oltului, din zona Munteniei[7].
Situată în apropierea primei reședințe a Țării Românești – Curtea de Argeș, Țara Loviștei, mai precis comuna Perișani, devine locul unde se presupune ca ar fi avut loc bătălia de la Posada (1330).
Constituirea Țării Românesti, al cărui punct final a fost această bătălie, se face într-un context extern favorabil formațiunilor politice de la sud de Carpați. După invazia mongolă, o altă problemă va slăbi puterea maghiară, mai precis lupta pentru putere între candidații la tronul Ungariei. Acest lucru va ține ocupat, pentru o perioadă, acest regat. 
În urma morții regelui Andrei al III-lea (1301), pretendenți la tron erau Carol Robert de Anjou si Venceslav, fiul regelui Boemiei. După ce sunt declarați regi, Ungaria se împarte în două tabere, având loc o serie de lupte între cele două. În timpul acestora se remarcă Ladislau, voievod al Transilvaniei. 
La sud de Dunăre, țaratul bulgar se dezmembra prin lupte interne. 
În 1307, Carol Robert reușește să se facă recunoscut ca rege. La început, legăturile între rege și Basarab, fiul lui Tihomir, voievodul de dincolo de munți, sunt bune, acesta din urmă respectând obligațiile ce-i reveneau. 
Unul din motivele conflictului se pare că l-a reprezentat Banatul Severinului, dar și instigarea regelui de către nobilii din Transilvania, care aveau interese dincolo de Carpați. 
În anul 1330, Banatul Severinului era în stăpânirea lui Basarab I, care, în urma refuzului de a-l preda regelui Ungariei, determină expediția lui Carol Robert[8]. Forțele militare cu care pleacă acesta sunt împărțite în două, o parte fiind trimisă pentru a-l sprijini pe regele Poloniei în lupta împotriva cavalerilor teutoni. Restul, sub comanda personală a regelui Ungariei, se îndreaptă spre Țara Românească. La expediție vor participa numeroși nobili importanți ai regatului maghiar, alături de demnitari ai Curții (de exemplu, Andrei, prepozitul de Alba Regală; Nicolae, prepozit de Alba-Iulia etc).
Se consideră ca expediția a plecat la începutul lunii septembrie din zona Timișoarei, sub conducerea lui Toma, voievodul Transilvaniei, și a lui Dionisie, castelanul Mehadiei, beneficiarul Banatului de Severin. După instalarea lui Dionisie ca Ban de Severin, acesta se îndreaptă către reședința lui Basarab, care „ținea cu necredința Transalpina”. 
Pentru a preîntâmpina un  eventual conflict, Basarab trimite soli regelui Carol cu propuneri de pace (plata unei despăgubiri de 7000 de mărci de argint, recunoașterea suzeranității, etc). În final, Basarab avertizează asupra pericolului pe care l-ar putea întâmpina regele maghiar dacă mai înaintează în teritoriul său. Carol Robert răspunde : „Așa spuneți lui Basarab, că el este păstorul oilor mele și de barbă îl voi scoate din bârlogul său.” În continuare, armata regală înaintează spre cetatea Argeșului, confruntându-se cu lipsa proviziilor. După instalarea taberei, el primește din Transilvania o solie care străbate drumul în condiții primejdioase, printre dușmani.
În noiembrie 1330, Carol Robert decide retragerea din Curtea-de –Argeș spre Transilvania. Aceastǎ retragere se fǎcea în condiții de iarnǎ, cu provizii limitate[9].
Din acest moment, în istoriografia româneascǎ apare o controversǎ privind localizarea exactǎ a bǎtǎliei, desfǎșuratǎ între 9-12 noiembrie.
Cronica pictatǎ de la Viena afirma urmatoarele : „Regele a ajuns pe o cale oarecare cu toatǎ oastea sa, dar calea aceasta era cotitǎ și închisǎ de amândouǎ pǎrțile de râpe foarte înalte de jur împrejur și pe unde acestǎ cale era mai largǎ acolo. Vlahii în mai multe locuri o întǎriserǎ împrejur cu prisǎci. Iar regele și toți ai sǎi negândindu-se în adevar la așa ceva, mulțimea nenumǎratǎ a Vlahilor sus pe râpe a alergat din toate pǎrțile și a aruncat sǎgeți asupra oastei regelui, care se gǎsea în fundul unei cǎi adânci, ce nici nu se putea numi cale, ci mai curând un fel de corabie strâmtǎ, unde din pricina înghesuielii cei mai sprinteni cai și ostași cǎdeau din toate pǎrțile în luptǎ. Cǎci din pricina urcușului, prǎpǎstios din acea cale nu se putea sui în contra Vlahilor pe nici una din râpele de pe amândouǎ laturile drumului, nici nu puteau merge înainte, nici nu aveau loc de fugǎ, fiind fǎcute acolo prisǎci, ci erau cu totul prinși ostașii regelui ca niște pești în vârșe ori în mreajǎ”[10].
Astfel, au apărut mai multe ipoteze :
-         în zona Rucăr-Bran, susținută de Nicolae Iorga;
-         în zona Perișani-Pripoare, emisă de către Ion Conea și preluată de Constantin C.Giurescu;
-         în zona Mehadiei și a Banatului de Severin, susținută de către Constantin Rezachievici.
Referitor la prima ipoteză, Nicolae Iorga, citând documente din timpul luptelor dintre Sigismund de Luxemburg și Vlad Uzurpatorul – care descriu o serie de lupte în trecătorile (foarte înguste ale munților) numite „Posada”– identifică lupta în zona Rucăr. Totodată, este introdusă denumirea de „lupta de la Posada”, ce nu apare în Cronica pictată de la Viena[11].
Cea de-a doua ipoteză, care susține că lupta de la Posada s-a dat în zona Perișani-Pripoare, are cei mai mulți susținători. Inițiată de către Ion Conea într-o lucrare dedicată Țării Loviștei, în anul 1935, după o cercetare de teren în zonă, acesta ajunge la concluzia că singura zonă care se apropie de descrierea Cronicii este zona Perișani-Pripoare, mai precis, defileul Pripoare, între satele Poiana și Băiașu.
Pe lângă argumentele geografice pe care le aduce, I. Conea se bazează și pe faptul că vechiul drumul de legătură între Țara Românească și Transilvania trecea prin Sălătruc, Perișani, Titești, Câineni[12].
A treia ipoteză, susținută de către Constantin Rezachievici, arăta că lupta s-ar fi dat în zona Mehadiei și a Banatului de Severin, bazându-se pe faptul că regele avea relații încordate cu sibienii (cetatea cea mai apropiată din Transilvania față de Argeș). Astfel, singura variantă de întoarcere era zona Banatului de Severin[13].
În legǎturǎ cu cea de-a doua ipotezǎ, aceasta pare cea mai viabilǎ, fiind aprobatǎ de majoritatea cercetǎtorilor. În sprijinul acesteia sunt aduse mai multe argumente :
§ drumul cel mai scurt cǎtre hotar era, totuși, drumul Loviștei ;
§ armata maghiară dorea o cale de retragere mai scurtă, din cauza lipsei de hrană și a apropierii iernii ;
§ descrierea geografică a zonei batăliei se potrivește cu defileul Pripoare-Perișani ;
§ toponimele locului : Posada, Pîrîul Posǎzii, Piatra Șanțului, Valea Roșie[14].
În concluzie, majoritatea istoriografiei românești consideră că locul probabil al acestei lupte se află în defileul Perișani-Pripoare, din zona Loviștei. De altfel, în fiecare an la Perișani se organizează o manifestare social-culturală dedicată acestui eveniment istoric, aflată anul acesta la a douăsprezecea ediție. 
[1] Ciobanu,V.,Radu,S.,Racovițan,R.(coordonatori) (2009), Călimănești-Monografie istorică și etnografică, Editura Spandugino, București, p. 36
[2] Papacostea, Ș. (1993) Românii în secolul al XIII-lea, între Cruciată și Imperiul mongol, Editura Enciclopedică, București, p.21
[3] Ibidem, p.31
[4]Ciobanu,V., Radu,S., Racovițan,R. (coordonatori) (2009), Călimănești-Monografie istorică și etnografică, Editura Spandugino, București, p. 37
[5] Ibidem, p.38
[6] Soare, I. (2010), Adevărul despre inscripția slavo-română de la Titești, http://www.voceavalcii.ro/2010/09/29/adevarul-despre-inscriptia-slavo-romana-de-la-titesti, accesat la 25.06.2011
[7] Giurescu,C. (2007), Istoria Românilor, vol. I, Editura BIC ALL, București, p. 290
[8] Ibidem, p.293
[9] Iosipescu, S. (1980), Românii din Carpații Meridionali  la Dunărea de Jos de la invazia mongolă (1241-1243) până la consolidarea domniei a toată Țara Românească. Războiul victorios purtat la 1330 împotriva cotropirii ungare, Formarea statelor feudale românești, Editura Academiei, Bucuresti p.78-84 
[10] Popa-Lisseanu,G. (1939), Românii în izvoarele istorice medievale , Editura Bucovina, p.234-235
[11] Tucǎ, F. , Stoicescu, N (1980), Posada 1330, Editura Militară, București, p.128-129
[12] Conea, I. (1937) Geografie și istorie românească, Editura Dacia Traiană, Bucuresti, p. 168-171
[13] Rezachievici, C. (1991,) Lupta lui Basarab I cu Carol Robert în Banatul de Severin, Magazin istoric, nr.4, aprilie 1991, p. 53-54
[14] Pandrea,A. (1967), Medic la Boișoara, Editura pentru Literatură
[1] Ibidem, p 146

[2] DRH.B, Țara Românească (1566-1570), vol.VI, p. 38, documentul nr.27
 Acest articol despre o localitate din județul Vâlcea este deocamdată un ciot. Puteți ajuta Wikipedia prin completarea lui.